# Méningite tuberculeuse
 Mise en garde médicale
La méningite tuberculeuse est une infection à Mycobacterium tuberculosis des méninges, les membranes qui enveloppent le système nerveux central. C'est la forme la plus commune de tuberculose du SNC.

## Signes cliniques
La fièvre et les céphalées sont les signes cardinaux. La confusion mentale est un symptôme plus tardif et la survenue d'un coma est de mauvais pronostic. Le syndrome méningé est absent chez un cinquième des patients atteints de méningite tuberculeuse. Les patients peuvent également présenter des déficits neurologiques focaux.

## Pathologie
La présence de Mycobacterium tuberculosis ou bacille de Koch dans les méninges est le signe cardinal et l'inflammation est concentrée à la base du cerveau. Lorsque l'inflammation se situe dans les espaces sous arachnoïdiens du tronc cérébral, les racines des nerfs crâniens peuvent être atteintes. Les symptômes dépendent de la zone où sont situées les lésions. L'infection prend naissance dans les poumons et peut se propager aux méninges par des voies diverses.
La dissémination par voie sanguine existe certainement et 25 % des patients atteints de tuberculose miliaire déclarent une méningite tuberculeuse, sans doute par passage à travers la barrière hémato-encéphalique ; mais chez une certaine proportion des patients, la survenue d'une méningite tuberculeuse peut provenir de la rupture d'un foyer infectieux cortical dont le contenu passe du cerveau aux méninges, une proportion encore plus faible provient de la rupture d'un foyer osseux de la colonne vertébrale. Il est rare qu'une tuberculose de la colonne vertébrale provoque une tuberculose du système nerveux central, mais des cas isolés ont été décrits.

## Diagnostic
Le diagnostic de méningite tuberculeuse est affirmé par l'analyse du liquide cérébrospinal (LCS) prélevé par ponction lombaire. Pour l'analyse d'un échantillon de LCS pour confirmer une suspicion de méningite tuberculeuse, il faut recueillir un minimum d'un millilitre de liquide (de préférence de 5 à 10 ml).
Le LCS présente généralement une teneur élevée en protéines, un faible taux de glucose et un nombre élevé de lymphocytes. Des bacilles acido-alcoolo-résistants (BAAR) sont parfois visibles à l'examen direct du LCS, mais le plus souvent, M. tuberculosis est isolé par culture. Un caillot en toile d'araignée dans le LCS prélevé est caractéristique de la méningite tuberculeuse, mais cet élément est rarement mis en évidence.
Un test ELISPOT n'est pas utile pour le diagnostic de la méningite tuberculeuse aiguë et est souvent faussement négatif, mais peut paradoxalement devenir positif après le début du traitement, ce qui permet de confirmer le diagnostic.
Plus de la moitié des cas de méningite tuberculeuse ne peuvent pas être confirmés bactériologiquement, et ces patients sont traités sur la base d'une seule suspicion clinique. La culture du bacille de Koch dans le LCS nécessite un minimum de deux semaines, et donc la majorité des patients atteints de méningite tuberculeuse sont mis sous traitement avant que le diagnostic ne soit confirmé.

### Tests d'amplification d'acides nucléiques
Il s'agit d'un groupe hétérogène de tests qui utilisent la réaction en chaîne par polymérase (PCR) pour détecter l'acide nucléique des mycobactéries. Ces tests présentent des différences liée à la séquence d'acide nucléique à détecter et ont une sensibilité différente. Les deux tests les plus courants disponibles dans le commerce sont l'amplified mycobacterium tuberculosis direct test (AMTD, Gen-Probe) et l'Amplicor. En 2007, un examen systématique de ces techniques par le Programme d'évaluation des technologies de la santé du National Health Service (NHS) a conclu que pour le diagnostic de la méningite tuberculeuse, le test AMTD semble être le meilleur (avec une sensibilité de 74 % et une spécificité de 98 %) [Page 87]". Dans la méta-analyse de la NHS, il a été  trouvé une prévalence de méningite tuberculeuse de 29 % [Page 85], mais il existait une grande hétérogénéité dans les sensibilités. Ces chiffres donnent une valeur prédictive positive de 94 % et une valeur prédictive négative de 90 %, mais la prévalence de 30 % peut être anormalement élevée en raison d'un biais de référence. L'estimation de la prévalence de la maladie peut être utilisée pour affiner les valeurs prédites.Ces prédictions varient d'un patient à fonction de leur pathologie.

### Imagerie
Les techniques d'imagerie telles que la Tomodensitométrie ou l'IRM peuvent montrer des signes fortement évocateurs de méningite tuberculeuse, mais ne peuvent pas donner le diagnostic.

## Traitement
Le traitement de la méningite tuberculeuse est l'isoniazide, la rifampicine, la pyrazinamide et l'éthambutol pendant deux mois, suivi par l'isoniazide et la rifampicine seuls pendant dix mois. Les stéroïdes sont toujours utilisés dans les six premières semaines de traitement (et parfois plus longtemps). Quelques patients peuvent avoir besoin d'un agent immunomodulateur tel que la thalidomide.
Le traitement doit être commencé dès qu'il existe une suspicion raisonnable du diagnostic. Le traitement ne doit pas être retardé par l'attente de la confirmation du diagnostic.
L'hydrocéphalie survient comme une complication chez environ un tiers des patients atteints de méningite tuberculeuse et nécessitera une dérivation ventriculaire. La prescription d'aspirine peut améliorer l'espérance de vie, éventuellement en réduisant les complications telles que l'infarctus.